# ظلم الشرقية (النادرة)

تعديل مصدري - تعديل

ظلم الشرقية محلة تابعة لقرية ظلم، التابعة لعزلة ظلم بمديرية النادرة إحدى مديريات محافظة إب في الجمهورية اليمنية، بلغ تعداد سكانها 80 حسب تعداد اليمن لعام 2004.